# 安威源秀
安威 源秀（あい げんしゅう）は、安土桃山時代の武将。豊臣秀吉の馬廻。

## 経歴・人物
文禄元年（1592年）秀吉の朝鮮出兵に際して肥前国名護屋に在陣した。